# Zophepyris alavaensis
Zophepyris alavaensis (лат.) — ископаемый вид мелких архаичных ос-бетилид, единственный в составе рода Zophepyris из подсемейства Lancepyrinae. Обнаружен в отложениях мелового периода. Испанский янтарь (альбский ярус, 113—100 млн лет; Alava amber; Penacerrada, около Moraza, провинция Бургос, северная Испания). Назван по месту обнаружения янтаря в регионе Alava. 

## Описание
Осы мелких размеров (длина тела 3,5 мм; длина передних крыльев 2,16 мм). Голова прогнатная, овальная. Сложные глаза не редуцированы, занимают более половины длины и половины высоты головы, расположены латерально. Усики самки 13-члениковые (самцы неизвестны). Формула шпор голеней: 1-2-2. Отличается от Lancepyris opertus (ливанский янтарь) большим размером (более 3,5 мм, против 2,4 мм); очевидным отсутствием мезоскутеллярная борозда; отсутствие буллы между R и птеростигмой; длина краевой ячейки (еще более ланцетовидная, в 4,3 раза длиннее ширины против 2,9); R за птеростигмой чётко пигментирована только на протяжении длины, равной одной трети длины птеростигмы; R не встречается с Rs на краю крыла, образуя закрытую маргинальную ячейку апикально, хотя Rs заканчивается на краю крыла (R и Rs встречаются в маргинальной ячейке R и Rs встречаются на вершине и образуют закрытую ячейку у L. opertus, см. ниже); Rs+M отсутствуют; и M+Cu не выровнены с M. Этот вид можно отличить от других испанских янтарных ос-бетилид по более крупному размеру тела; голова более продольная и удлинённая, овальная; мандибулы не едва перекрываются при закрытии; мезосома удлинённая (в 2,3 раза длиннее высоты). Передние крылья с Rs, которая достигает апикального края крыла; нет следов Rs+M (не в виде трубчатой, туманной или остаточной жилки); Cu отличается от cu-a, длинная и трубчатая, но далеко не достигает заднего края крыла; Rs и M не сходятся с cu-a, разделены коротким проксимальным участком Cu; нечёткая булла между cu-a и A; маргинальная ячейка очень длинная и узкая, почти в 5 раз длиннее высоты. Жало развито и заметно снаружи. Впервые был описан в 2013 году под названием Lancepyris alavaensis, а в 2016 выделен в отдельный монотипический род Zophepyris Engel, Ortega & Azevedo, 2016.